# Гран-Орню

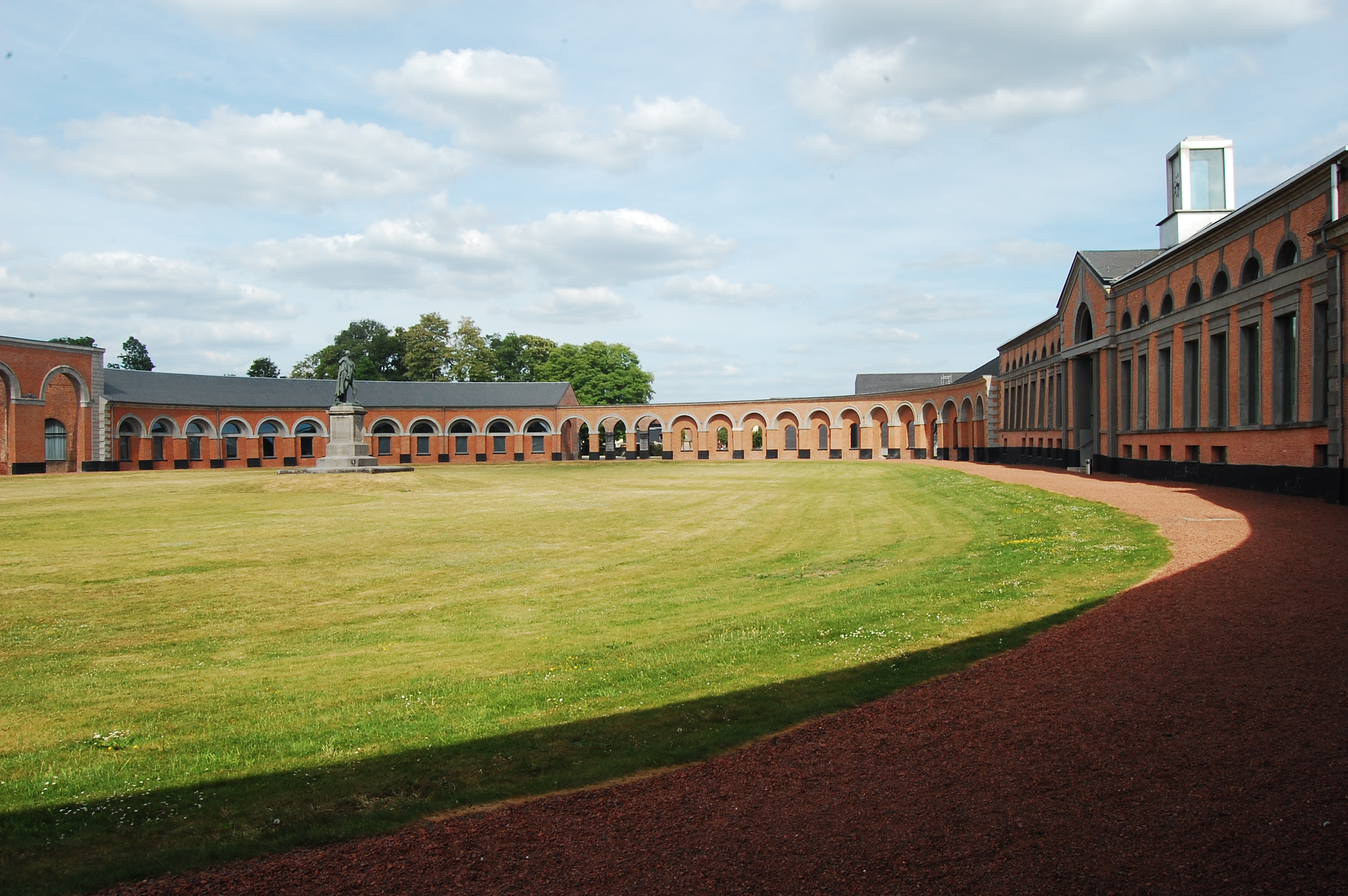
Вид на центральну площу на Гран-Орню

Гран-Орню — це старий промисловий вугледобувний комплекс і робітниче селище (cité ouvrière) в Орню (Буссу), поблизу Монса, у Бельгії. Він був побудований Анрі де Горжем між 1810 і 1830 роками. Є унікальним зразком функціонального містобудування. Сьогодні він належить провінції Ено, у будівлях якої розміщені тимчасові виставки. Це один із чотирьох промислових об'єктів, які були внесені до списку ЮНЕСКО як об'єкт Світової спадщини у 2012 році.